# 中国民生銀行

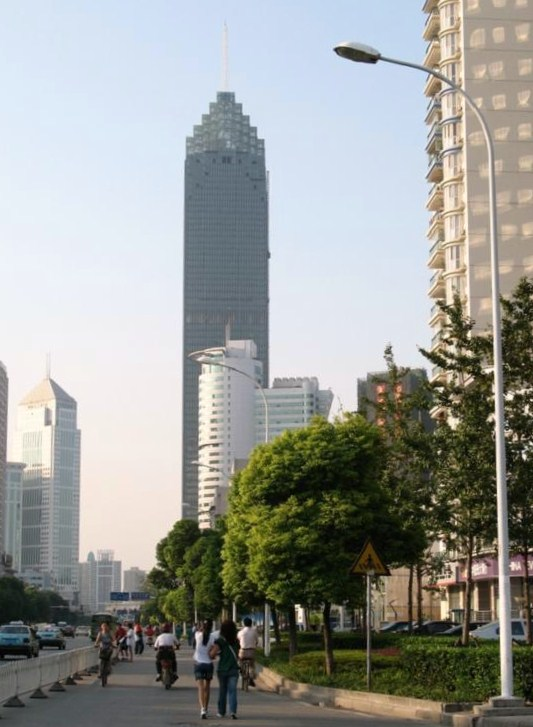
中国民生銀行ビルとは、武漢市の最も高い超高層ビル、世界で27番目に高いビルとなっている。

中国民生銀行（ちゅうごくみんせいぎんこう、英語：China Minsheng Banking Corporation）は、中華人民共和国の北京市西城区に本社を置く商業銀行である。1996年1月12日に経叔平により設立された。2000年12月19日には上海証券取引所、2009年11月26日には香港証券取引所に上場されている。
また、2007年10月8日に米国のUCBH銀行に株式の9.9パーセントを売却している。
中国民生銀行全国には455か所の拠点で営業を展開し、従業員は約27661人。総資産額は16308億元、預金総額は13196億元、貸出総額は9548億元であった。（2010年6月末現在）